# Trung Nguyên
Trung Nguyên (tiếng Trung: 中原; bính âm: Zhōngyuán) là khái niệm địa lý, đề cập trung và hạ lưu Hoàng Hà mà thường là khoảng giữa Lạc Dương đến Khai Phong của Hà Nam bây giờ. Nó còn đề cập Trung Quốc bản thổ. Nó được coi là phát nguyên văn minh Trung Hoa và được tộc Hoa Hạ (tổ tiên người Hán) xem như là trung tâm của Thiên hạ. Cổ nhân cũng thường dùng các từ như là "Trung Quốc", "Trung Hoa", "Trung Thổ" hoặc là "Trung Châu" với ý nghĩa tương tự như Trung Nguyên. Người ta thường cho rằng Trung Nguyên là khu vực tập trung các bộ lạc Hoa Hạ. Với sự hợp nhất của Hoa Hạ, nó được phát triển và truyền bá ra các khu vực khác. Hoa Hạ với văn hóa tiên tiến tự coi mình là văn minh, thượng đẳng tự gọi là Trung Quốc để phân biệt với Tứ di. Với truyền bá của văn hóa Hoa Hạ, nhiều man di ngoại cũng được Hoa Hạ tích hợp vào văn hóa Trung Nguyên trong lịch sử Trung Quốc.

## Ý nghĩa
Từ "Trung Nguyên" có thể đã xuất hiện lần đầu tiên trong văn thư trong Kinh Thi thời Xuân Thu do Khổng Tử biên soạn, tuy nhiên, trong đó, Trung Nguyên không hoàn toàn là một khái niệm địa lý nhưng lại có ý nghĩa là "bình nguyên, hoang dã".
Hiện nay, việc sử dụng từ "Trung Nguyên" thường là để chỉ "khu vực trung hạ du Hoàng Hà", lấy chủ thể là tỉnh Hà Nam, bao phủ trung bộ tỉnh Thiểm Tây (tức khu vực Quan Trung), nam bộ tỉnh Hà Bắc, nam bộ tỉnh Sơn Tây, tây bộ tỉnh Sơn Đông, tây bắc bộ tỉnh Giang Tô và bắc bộ tỉnh An Huy.

## Phạm vi
Vào khai thủy của nền văn minh Trung Hoa, "Thiên hạ chi trung" và "Hòa Lạc" là các thuật ngữ địa lý đề cập cụ thể đến khu vực Lạc Dương, nơi đặt nền móng của ba triều đại là Hạ, Thương và Chu, văn hóa Hà Lạc phát triển mạnh mẽ và trở thành trung tâm của khu vực Trung Nguyên. Đến thời Tiên Tần, Lạc Ấp (nay là Lạc Dương) được tuyên bố là trung tâm thiên hạ. Do tộc Hoa Hạ thiên di ra hướng ra vùng xung quanh, mở rộng hoạt động của mình, thời kỳ Xuân Thu Chiến Quốc, khái niệm Trung Nguyên được mở rộng ra các nước chư hầu của tộc Hoa Hạ, nay thuộc Hà Nam, vùng Quan Trung của Thiểm Tây, nam bộ của hai tỉnh Sơn Tây và Hà Bắc, tây bộ của Sơn Đông, tây bắc bộ của Giang Tô và bắc bộ An Huy. Tống sử-Lý Cương truyện thuật lại: "Tự cổ trung hưng chi chủ, khởi ư tây bắc tắc túc dĩ cứ Trung Nguyên nhi hữu đông nam" (Nghĩa là: Từ thời tiền sử;con người đã từ tây bắc tiến xuống Trung Nguyên và vùng đông nam để lập nghiệp và sinh sống), "Trung Nguyên" tức chỉ lưu vực trung hạ du Hoàng Hà. Đôi khi Trung Nguyên cũng được dùng để chỉ lưu vực Hoàng Hà, như trong "Xuất sư biểu" của Gia Cát Lượng có thuật: "Đương tưởng suất tam quân, bắc định Trung Nguyên", thì Trung Nguyên tức là chỉ lưu vực Hoàng Hà.

## Địa lý
Địa vực Trung Nguyên rộng lớn, ba mặt bắc tây nam được bao quanh bởi các dãy núi Thái Hành, Phục Ngưu, Hùng Nhĩ, Ngoại Phương, Đồng Bách, trung và đông là một vùng đất màu trải rộng vạn dặm, thuộc bình nguyên Hoàng Hoài rộng lớn. Các hệ thống sông là Trường Giang, Hoài Hà và Hải Hà chảy qua Trung Nguyên, và cái nôi của nền văn minh Trung Hoa là Hoàng Hà chảy từ tây sang đông. Trung Nguyên từ thời cổ đã được coi là vùng yếu địa yết hầu.
Trung Nguyên là một bình nguyên rộng lớn do trầm tích của Hoàng Hà bồi đắp nên từ thời cổ. Mùa đông tại đây chịu ảnh hưởng của áp cao Mông Cổ, gây nên gió mùa tây bắc, thời tiết khô hanh. Mùa hè tại Trung Nguyên chịu ảnh hưởng của áp cao Thái Bình Dương, có gió đông nam thổi đến, mang đến luồng khí ấm và ẩm và ở một mức độ nhất định đã bù đắp lại ảnh hưởng tiêu cực từ gió mùa tây bắc.

## Ý nghĩa văn hóa
Về mặt ý nghĩa văn hóa của Trung Nguyên, đây là nơi phát nguyên của nền văn minh Trung Hoa với đa số và đại diện là người Hán, một biểu tượng cho văn hóa Trung Hoa, là danh từ đồng nghĩa với nền văn hóa Trung Hoa chính thống. Cũng do là nơi phát sinh của nền văn minh Trung Hoa, Trung Nguyên là một biểu tượng của nguồn gốc văn hóa Hán. Về mặt lịch sử, trên góc độ ý nghĩa văn hóa, thời Y Quan nam lộ nhà Tây Tấn đã dời đô từ Lạc Dương về Nam Kinh ngày nay, vào thời Nam-Bắc triều, nơi được coi là trung tâm văn hóa Trung Hoa chính thống là Giang Nam được gọi là "văn hóa Trung Nguyên". Trung Nguyên là khởi nguồn của dân tộc Hoa Hạ, sau đó đã dung hợp các dân tộc ngoại vi để hình thành nên chủ thể dân tộc Hán hiện nay. Các chính quyền cũng đều có xu hướng định đô tại Trung Nguyên